# Stazione di Pinerolo
La stazione di Pinerolo è una stazione ferroviaria posta al termine della linea Ferrovia Torino-Pinerolo, a servizio dell'omonimo comune. La stazione è inoltre origine della linea per Torre Pellice, sospesa al servizio passeggeri dal 2012.

## Storia

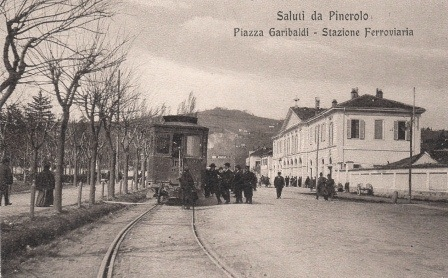
La stazione all'inizio del XX secolo

La stazione fu aperta nel 1854 al completamento della linea Ferrovia Torino-Pinerolo. Nel 1882, aggiungendo un binario a quelli esistenti e collegandolo al resto della rete con uno scambio, la linea fu prolungata sino a Torre Pellice.
Fino al 1968 l'area adiacente allo scalo ferroviario ospitava gli impianti a della tranvia Pinerolo-Perosa Argentina; le merci provenienti dai numerosi impianti raccordati a tale tranvia, i cui veicoli a scartamento ridotto, erano qui trasbordate sui carri ferroviari.
Il 27 febbraio 2006 venne attivato un marciapiede e il quinto binario sulla diramazione per Torre Pellice, non rendendo più necessaria la manovra di regresso per i treni diretti a quest'ultima località.

## Strutture e impianti
Il fabbricato viaggiatori, posizionato perpendicolarmente ai binari, ha due piani fuori terra: il primo adibito a servizi per i viaggiatori e il secondo ad alloggi. Gli uffici del personale ferroviario sono invece ubicati in un edificio a fronte binari. Fino al 2006 la sala d’aspetto e la biglietteria erano ubicate nel fabbricato viaggiatori ed attualmente invece sono all’interno della vecchia rimessa delle locomotive. Esisteva, inoltre, uno scalo merci sostituito da un parcheggio di interscambio nel 2006.
La stazione era dotata di 5 binari fino al 2018 quando, contestualmente all'installazione del nuovo ACC, fu eseguito un riordino del piazzale, rimuovendo il binario 2 che era solo di servizio in quanto privo di banchina per l'imbarco dei passeggeri. La stazione dispone di 4 binari: i primi 3 binari si trovano presso l'edificio storico della stazione, mentre il quarto binario è stato ricavato, nel 2006, lungo la linea per Torre Pellice. Il raccordo merci diretto in ingresso al vicino stabilimento della PMT ITALIA risulta in stato di abbandono.
La linea per Torre Pellice infatti corre esternamente al fabbricato di stazione, mentre questo è stato costruito di testa, affacciato sul centro storico: non vi era quindi spazio sufficiente per far entrare in stazione i binari da Torre Pellice ricorrendo a una curva ad "U". Così si è ideata la soluzione di inserire la linea per Torre Pellice, anteponendo al fascio binari della stazione.
Ai primi tre binari si attestano i treni della linea SFM 2 verso Chivasso; il binario 4 era riservato all'attestamento dei treni da e per Torre Pellice, il cui servizio risulta sospeso dal 17 giugno 2012.

## Movimento
La stazione è il capolinea dei convogli della linea 2 del servizio ferroviario metropolitano di Torino, provenienti da Chivasso. Sino al 2012 era capolinea dei convogli che percorrevano la ferrovia Pinerolo-Torre Pellice.

## Servizi
La stazione dispone dei seguenti servizi:
- Bar
- Biglietteria a sportello
- Biglietteria automatica
- Sala d'attesa
- Servizi igienici